# Il guardiano notturno
Il guardiano notturno (The Night Watchman) è un romanzo della scrittrice statunitense Louise Erdrich, pubblicato nel 2020 e premiato con il Premio Pulitzer per la narrativa nel 2021.

## Storia editoriale
Il romanzo è stato pubblicato dalla HarperCollins nel settembre del 2020, mentre la prima edizione italiana è stata pubblicata nell'autunno del 2021 da Feltrinelli.
Nel 2021 il romanzo ha vinto il Premio Pulitzer per la narrativa.

## Trama
Thomas Wazhashk è il guardiano notturno di una fabbrica vicino alla riserva di Turtle Mountain nel Dakota del Nord. Thomas inoltre appartiene alla tribù degli Ojibway e in veste di membro del consiglio fatica a capire le conseguenze dell'"Indian termination policy", un piano governativo discusso al Congresso per favorire l'assimilazione dei nativi americani. Tuttavia, Thomas e gli altri consiglieri temono che questo piano non abbia nulla a che fare con i diritti dei nativi americani, ma che sia un ennesimo tentativo di minare la loro cultura e indipendenza.
Dopo la fine delle superiori la nativa americana Pixie Paranteau ha insistito perché tutti la chiamassero Patrice e, al contrario delle altre ragazze della riserva, non ha intenzioni di rinunciare a una carriera per avere una famiglia. Comincia a lavorare nella fabbrica vicino alla piantagione, dove però guadagna solo i soldi necessari per mantenere la madre e il fratello, dato che il padre (un alcolista violento) non fa niente per la famiglia. Il vero motivo per cui Patrice ha cercato un lavoro fuori dalla riserva è che vuole seguire le orme della sorella maggiore Vera, che si è trasferita a Minneapolis e da tempo non dà più sue notizie, anche se si vocifera che abbia avuto un figlio.

## Accoglienza

### Critica
Il romanzo ha ricevuto un'accoglienza molto positiva da parte della critica, ottenendo recensioni particolarmente entusiaste dal New York Times e dal Washington Post.

## Edizioni
- Il guardiano notturno, traduzione di Andrea Buzzi, Feltrinelli, 2021, ISBN 9788807034763.